# Gran Premio de Yugoslavia de Motociclismo de 1969
El Gran Premio de Yugoslavia de Motociclismo de 1969 fue la decimosegunda prueba de la temporada 1969 del Campeonato Mundial de Motociclismo. El Gran Premio se disputó el 14 de septiembre de 1969 en el Circuito de Opatija.

## Resultados 500cc
En 500 c.c., MV Agusta no corrió en Yugoslavia y eso le dio la oportunidad a Godfrey Nash para ganar con una Norton Manx y asegurarse la tercera plaza final en la clasificación general. Al comienzo de la carrera, las Aermacchi de Silvio Bertarelli y Gilberto Milani se apoderaron de la cabeza, pero la presión de los perseguidores aumentó muy pronto y, debido a la presión, ambos pilotos cayeron. En ese momento, Nash tomó la delantera en la vuelta y se hizo aún más evidente cuando su perseguidor Giuseppe Mandolini tuvo que retirarse. Franco Trabalzini quedó en segundo lugar con la Paton y Steve Ellis con la LinTo tercero.

| Pos.    | Piloto                | Equipo            | Tiempo       | Pts. |
| ------- | --------------------- | ----------------- | ------------ | ---- |
| 1       | Godfrey Nash          | Norton            | 1h 21' 29" 0 | 15   |
| 2       | Franco Trabalzini     | Paton             | +1' 21" 0    | 12   |
| 3       | Steve Ellis           | LinTo             | +1 Vuelta    | 10   |
| 4       | Lewis Young           | Matchless         | +1 Vuelta    | 8    |
| 5       | Keith Turner          | LinTo             | +1 Vuelta    | 6    |
| 6       | Pentti Lehtelä        | Matchless         | +1 Vuelta    | 5    |
| 7       | Paul Eickelberg       | Norton            | +2 Vueltas   | 4    |
| 8       | Emanuele Maugliani    | Norton            | +3 Vueltas   | 3    |
| 9       | Ross Hannan           | Norton            | +3 Vueltas   | 2    |
| 10      | Maurice Hawthorne     | Metisse-Aermacchi | +7 Vueltas   | 1    |
| 11      | Heinrich Rosenbusch   | LinTo             |              |      |
| Ret     | Karl Auer             | Matchless         | Ret          |      |
| Ret     | John Dodds            | LinTo             | Ret          |      |
| Ret     | Terry Dennehy         | Drixton-Honda     | Ret          |      |
| Ret     | Gyula Marsovszky      | LinTo             | Ret          |      |
| Ret     | Hannu Kuparinen       | Matchless         | Ret          |      |
| Ret     | Percy Tait            | Triumph           | Ret          |      |
| Ret     | Gianfranco Domeniconi | Norton            | Ret          |      |
| Ret     | Gilberto Milani       | Aermacchi         | Ret          |      |
| Ret     | Giuseppe Mandolini    | Aermacchi         | Ret          |      |
| Ret     | Silvano Bertarelli    | Paton             | Ret          |      |
| Ret     | Vasco Loro            | Norton            | Ret          |      |
| Fuente: |                       |                   |              |      |

## Resultados 350cc
En la salida de 350 cc, MV Agusta y Giacomo Agostini también se ausentaron en esta carrera de 350cc por lo que Silvio Grassetti pudo obtener su primera victoria con la Jawa de cuatro cilindros. Heinz Rosner podría tomar la delantera con MZ porque Grassetti tuvo un mal comienzo, pero en la cuarta vuelta arregló las cosas. Rosner tuvo que usar demasiado su embrague en las numerosas curvas cerradas y, por lo tanto, acabó cayendo. Giuseppe Visenzi asumió el segundo lugar y podría haberse asegurado el segundo puesto en el campeonato mundial pero acabó cayendo. Gilberto Milani quedó en segundo lugar con su Aermacchi. František Šťastný quedó tercero con la otra Jawa.
| Pos. | Piloto              | Equipo            | Tiempo       | Pts. |
| ---- | ------------------- | ----------------- | ------------ | ---- |
| 1    | Silvio Grassetti    | Jawa              | 1h 06' 07" 0 | 15   |
| 2    | Gilberto Milani     | Aermacchi         | +1' 28" 2    | 12   |
| 3    | František Šťastný   | Jawa              | +1' 48" 0    | 10   |
| 4    | Bohumil Staša       | ČZ                | +2' 13" 9    | 8    |
| 5    | Lewis Young         | Aermacchi         | +1 Vuelta    | 6    |
| 6    | Adolf Ohligschläger | Yamaha            | +1 Vuelta    | 5    |
| 7    | Brian Smith         | Aermacchi         | +1 Vuelta    | 4    |
| 8    | Maurice Hawthorne   | Metisse-Aermacchi | +1 Vuelta    | 3    |
| 9    | János Drapál        | Aermacchi         | +1 Vuelta    | 2    |
| 10   | Hannu Kuparinen     | Yamaha            | +2 Vueltas   | 1    |
| 11   | Karel Bojer         | Jawa              | +2 Vueltas   |      |
| 12   | Stanislav Klatil    | Jawa              | +2 Vueltas   |      |
| 13   | Paul Eickelberg     | Aermacchi         | +2 Vueltas   |      |
| Ret  | Giuseppe Visenzi    | Yamaha            | Ret          |      |
| Ret  | Jack Findlay        | Jawa              | Ret          |      |
| DNS  | Bill Ivy (†)        | Jawa              | DNS          | (†)  |

## Resultados 250cc
El cuarto de litro era una de las pocas categorías que aun quedaba por decidir quien era el campeón. Santiago Herrero (Ossa) tenía 83 puntos, Kel Carruthers (Benelli) y Kent Andersson (Yamaha), 82. Kent Andersson había sido el más ráido en los entrenamientos, Carruthers fue segundo y su compañero de equipo Gilberto Parlotti, tercero. Herrero todavía caminaba con una mano enyesada después de una caída en el Gran Premio del Úlster. Las condiciones durante la carrera fueron penosas con el asfalto mojado por la llovizna y las rayas eran muy resbaladizas. La ligera Ossa de un solo cilindro de Herrero lideró la carrera después de la primera vuelta ante los dos Benellis. La batalla por el campeonato ahora era solo entre Herrero y Carruthers, porque Andersson se estaba quedando cada vez más atrás. Pero Herrero cayó en la séptima vuelta y ambos pilotos de Benelli apenas pudieron evitar su motocicleta deslizante. Ahora Andersson se acercó de repente con 2 a 3 segundos por vuelta y en la decimocuarta vuelta la pelea estaba completamente abierta nuevamente, porque Andersson estaba en cabeza. Pero el campeonato volvía a estar entre Carruthers y Andersson, hasta que se resbaló, perdió trazada y cedió hasta el segundo puesto. Por lo tanto, Carruthers conseguía la victoria y el campeonato mundial.
| Pos. | Piloto            | Equipo          | Tiempo     | Pts. |
| ---- | ----------------- | --------------- | ---------- | ---- |
| 1    | Kel Carruthers    | Benelli         | 57' 46" 5  | 15   |
| 2    | Gilberto Parlotti | Benelli         | +0" 4      | 12   |
| 3    | Kent Andersson    | Yamaha          | +6" 5      | 10   |
| 4    | Börje Jansson     | Kawasaki-Yamaha | +1' 53" 8  | 8    |
| 5    | Silvio Grassetti  | Yamaha          | +2' 13" 4  | 6    |
| 6    | Günter Bartusch   | MZ              | +1 Vuelta  | 5    |
| 7    | Walter Villa      | Villa           | +1 Vuelta  | 4    |
| 8    | Heinz Kriwanek    | Suzuki          | +1 Vuelta  | 3    |
| 9    | László Szabó      | MZ              | +1 Vuelta  | 2    |
| 10   | Gyula Marsovszky  | Yamaha          | +1 Vuelta  | 1    |
| 11   | Larbi Habbiche    | Yamaha          | +1 Vuelta  |      |
| 12   | Mustapha Moulay   | Yamaha          | +2 Vueltas |      |
| 13   | Bohumil Stasa     | Jawa            | +2 Vueltas |      |
| 14   | František Šťastný | Jawa            | +2 Vueltas |      |
| 14   | Mario Kosic       | Ducati          | +2 Vueltas |      |
| Ret  | Santiago Herrero  | Ossa            | Ret        |      |
| Ret  | Jack Findlay      | Yamaha          | Ret        |      |
| Ret  | Renzo Pasolini    | Benelli         | Ret        |      |

## Resultados 125cc
Después de que Dave Simmonds se hubiera proclamado campeón mundial desde hace muchas carreras, el subcampeonato aún estaba abierto y estaba entre los dos pilotos del Motor Racing Team Netherlands Cees van Dongen y Dieter Braun, que cayó del lado del alemán al ganar la carrera.
| Pos. | Piloto              | Moto      | Tiempo    | Pts. |
| ---- | ------------------- | --------- | --------- | ---- |
| 1    | Dieter Braun        | Suzuki    | 49' 40" 6 | 15   |
| 2    | Dave Simmonds       | Kawasaki  | +9" 6     | 12   |
| 3    | Ryszard Mankiewicz  | MZ        | +30" 7    | 10   |
| 4    | László Szabó        | MZ        | +48" 3    | 8    |
| 5    | Heinz Kriwanek      | Rotax     | +1' 03" 8 | 6    |
| 6    | Friedhelm Kohlar    | MZ        | +1' 56" 0 | 5    |
| 7    | Giuseppe Mandolini  | Villa     | +2' 16" 3 | 4    |
| 8    | Herbert Denzler     | Honda     | +2' 35" 0 | 3    |
| 9    | Silvano Bertarelli  | Aermacchi | +2' 50" 9 | 2    |
| 10   | János Reisz         | MZ        | +1 Vuelta | 1    |
| 11   | Luigi Rinaudo       | Aermacchi | +1 Vuelta |      |
| 12   | Walter Villa        | Montesa   | +1 Vuelta |      |
| 13   | Jean Campiche       | Honda     | +1 Vuelta |      |
| 14   | Jan Huberts         | MZ        | +1 Vuelta |      |
| 15   | Adolf Ohligschläger | Maico     |           |      |
| Ret  | Cees van Dongen     | Suzuki    | Ret       |      |

## Resultados 50cc
En la categoría de menor cilindrada, el hecho de que Paul Lodewijkx ganó fue solo un pequeño parche en la herida holandés, porque el candidato al título Aalt Toersen se retiró en la segunda vuelta lo que le dio el título al español Ángel Nieto. Lodewijkx pronto se hizo cargo del liderato y comenzó a distanciarse de Nieto. Nieto recibió una señal de Santiago Herrero, que estaba a un lado con un trozo de cartón con el texto " 'TORS ↓' " y sabía que Toersen había caído y que tenía suficiente con el segundo para alzarse con el título mundial. Jan de Vries terminó tercero.
| Pos. | Piloto               | Moto              | Tiempo    | Pts. |
| ---- | -------------------- | ----------------- | --------- | ---- |
| 1    | Paul Lodewijkx       | Jamathi           | 36' 11" 2 | 15   |
| 2    | Ángel Nieto          | Derbi             | +0" 4     | 12   |
| 3    | Jan de Vries         | Kreidler          | +18" 6    | 10   |
| 4    | Martin Mijwaart      | Jamathi           | +40" 9    | 8    |
| 5    | Rudolf Kunz          | Kreidler          | +53" 5    | 6    |
| 6    | Jan Huberts          | Kreidler          | +2' 26" 7 | 5    |
| 7    | Adrijan Bernetič     | Tomos             |           | 4    |
| 8    | Janko-Florijan Štefe | Tomos             |           | 3    |
| 9    | Anton Kralj          | Tomos             |           | 2    |
| 10   | Luigi Rinaudo        | Tomos             |           | 1    |
| 11   | Maamar Daoui         | Kreidler          | +1 Vuelta |      |
| 12   | Herbert Denzler      | Kreidler          | +1 Vuelta |      |
| 13   | Bernard Hausel       | Kreidler          | +1 Vuelta |      |
| 14   | Bruno Veigel         | Honda             | +1 Vuelta |      |
| 15   | Gilberto Parlotti    | Tomos             |           |      |
| Ret  | Barry Smith          | Derbi             | Ret       |      |
| Ret  | Aalt Toersen         | Van Veen-Kreidler | Ret       |      |